# Djian (auteur de bande dessinée)
Pour les articles homonymes, voir Djian.
Djian ou JB Djian, nom de plume de Jean-Blaise Mitildjian, est un scénariste français de bande dessinée, né à Courbevoie (Seine) le 10 août 1953.

## Biographie
Jean-Blaise Djian travaille d'abord comme compositeur de musique et exerce divers métiers alimentaires avant de rencontrer Régis Loisel en 1987. Ce dernier lui enseigne les rudiments du métier de scénariste de bande dessinée. En 1988 tous deux coécrivent un scénario de quatre pages pour l'album collectif Le Retour de la Bande à Renaud, publié chez Delcourt.
Quelques années plus tard il publie avec le jeune dessinateur Adrien Floch aux éditions Soleil Fatal Jack. Suivront de nombreuses collaborations avec d'autres dessinateurs pour Soleil, Emmanuel Proust ou Vents d'Ouest. Aujourd'hui l'auteur réside en Normandie, à Courseulles-sur-Mer.
Il est, avec sept autres auteurs et dessinateurs de bande dessinée, membre du comité artistique du festival Des Planches et des Vaches. À l'occasion du dixième anniversaire de ce festival, en avril 2011, il a reçu un prix spécial pour l'ensemble de son œuvre en présence d'une dizaines d'artistes avec qui il collabore, notamment Régis Loisel.
D'origine arménienne, Jean-Blaise Djian, épaulé par Jan Varoujan Sirapian, scénarise l'album Mission spéciale, Némésis (dessin de Paolo Cossi) qui parait en 2014 chez l'éditeur Sigest. La BD traite de l'opération Némésis, une opération menée entre 1920 et 1922 par des Arméniens pour exécuter plusieurs responsables du génocide arménien ou des massacres d'Arméniens à Bakou.
Djian est également le co-scénariste de l'album Varto (avec le concours du scénariste Gorune Aprikian et du dessinateur Stéphane Torossian), paru en 2015 chez Steinkis dont l'histoire relate un épisode fictif du génocide des Arméniens.

## Récompenses
- 2009 : Prix Conseil Général pour Les Quatre de Baker Street [3]
- 2010 : Prix Saint-Michel jeunesse pour Les Quatre de Baker Street, t. 2 Le Dossier Raboukine (avec Olivier Legrand et David Etien)[4]
- 2012 : dBD Award, pour Les Quatre de Baker Street, Tome 3 (avec Olivier Legrand et David Etien)[5]
- 2019 : Prix du Meilleur album Aéro 2019 remis par les pilotes de l'escadron de Chasse 3/3 Ardennes pour Liberty Bessie T1[6].

## Œuvres publiées
Jean-Blaise Djian est scénariste ou coscénariste de :

### Séries
- Les Belles histoires d'Onc' Renaud, avec Régis Loisel (coscénariste), Delcourt :

1. La Bande à Renaud, 1986.
2. Le Retour de la bande à Renaud, 1988.

- Fatal Jack, avec Adrien Floch (dessins), Soleil Productions :

1. Le Programmeur programmé, 1997.
2. Dirty Fatal Jack, 1998[7].
3. Rosebud, 1999.

- Milane et Arlov, avec Olivier Rouan (dessins), Soleil Productions :

1. Metcalf, 1999[8].
2. Cobayes, 2000

- Fleurs carnivores, avec Régis Penet (dessins), Soleil Productions :

1. Passé décomposé, 2000.
2. El macho, 2002.

- Tard dans la nuit [9],[10], avec Voro (dessins), Vents d'Ouest :

1. Révolte, 2004.
2. Ménage de printemps, 2005.
3. Les Orphelins, 2006.

- Chito Grant, avec David Etien (dessins), Emmanuel Proust Éditions :

1. Pablo Ortega, mon père, 2004[11].
2. Les Frères Palance, 2005.
3. Passé recomposé, 2008.

- La Tombelle, avec Julien Famchon (dessins), Emmanuel Proust Éditions :

1. L'Aéréole, 2005.

- Galathéa, avec Stéphanie Hans (dessins), Emmanuel Proust Éditions :

1. Le Maître des volières, 2005.
2. Le Jour du cyclope, 2006.

- Le Grand mort, avec Régis Loisel (coscénariste) et Vincent Mallié, Vents d'Ouest [12] :

1. Larmes d'abeille, 2007.
2. Pauline, 2008.
3. Blanche, 2010.
4. Sombre, 2012.
5. Panique, 2014.
6. Brèche, 2015.
7. Dernières migrations, 2017.
8. Renaissance, 2019.

- Les Grandes enquêtes des p'tits philous, avec Corbet (dessins), Éditions Vagabondages :

1. Bessin et compagnie, 2008.

- Les Yeux d'Édith, avec Nicolas Ryser (dessins), Éditions Vents d'Ouest :

1. Cambremer, 2008.
2. Calvados, 2010.

- Les Quatre de Baker Street, avec David Etien (dessins) et Olivier Legrand (scénario), Éditions Vents d'Ouest :

1. L'Affaire du rideau bleu, 2009 (préface de Régis Loisel).
2. Le Dossier Raboukine, 2010.
3. Le Rossignol de Stepney, 2011.
4. Les Orphelins de Londres, 2012.
5. Le Monde des Quatre de Baker Street, 2013.
6. L'homme du Yard, 2015.
7. L'affaire Moran[13], 2016.
8. Les Maîtres de Limehouse, 2019

- Silien Melville avec Cyrille Ternon (dessinateur), Éditions Vents d'Ouest[14] :

1. Opération Arpège, 2009
2. Retour de manivelle, 2011

- L'École Capucine, avec Vincent (dessins), Vents d'Ouest :

1. Venin de village, 2009.
2. L'Héritier, 2010.

- Julia von Kleist, avec Bruno Marivain (dessinateur), Emmanuel Proust Éditions :

1. 1932, 2009 [15]
2. Allemagne 1933, 2010

- Le Service, avec Olivier Legrand (scénario) et Alain Paillou (dessins), Emmanuel Proust Éditions :

1. Tome 1. Premières armes 1960-1968  (ISBN 978-2848103525), 2011 [16]
2. Tome 2. Hautes Sphères 1974-1979  (ISBN 978-2848104201), 2013 [17]

- Les Derniers Argonautes, avec Olivier Legrand (scénario), et Nicolas Ryser (dessins), Éditions Glénat:

1. Le Silence des dieux, 2012
2. La Mer du destin, 2015

- Les Champions d'Albion, avec Nathaniel Legendre (scénario), Nacho Arranz (dessins) et Catherine Moreau (couleurs), Éditions Jungle

1. Le Pacte de Stonehenge, 2016
2. Les Maudits de Roncevaux, 2017

- Lady McLeod, avec Nathaniel Legendre (scénario), Sergio Alcala (dessins) et Virginie Blancher (couleurs), Cerises & Coquelicots

1. L'Inconnue de Java, 2016.
2. Le Tombeau d'Abusir, 2017.

- L'Égyptienne, avec Nathaniel Legendre (scénario), Vincenzo Federici (dessins) et Antoine Kompf (couleurs), Nouveau Monde

1. La Gloire du père, 2017.

- Bloody Words, avec Frédéric Marniquet (scénario), Alain Paillou (dessins) et Tatiana Domas (couleurs), Cerises & Coquelicots

1. Cauchemars, 2017 [18]

- Les Grands Classiques de la littérature en bande dessinée, Glénat, coll. « Le Monde »

1. Le Livre de la jungle, d'après Rudyard Kipling, avec TieKo (dessins) et Catherine Moreau (couleurs), 2017.
2. Agaguk, d'après Yves Thériault, avec Yvon Roy (dessins et couleurs), 2018.

- Caen en BD, avec Isabelle Bournier (historienne), Éditions Petit à Petit :

1. De Guillaume le Conquérant à la guerre de Cent Ans, 2018
2. De François de Malherbe à nos jours (à paraître en 2019)

- Liberty Bessie, avec Pierre-Roland Saint-Dizier (scénario) et Vincent (dessins et couleurs), Vents d'Ouest

1. Un pilote de l'Alabama[19],[20],[21], 2019
2. Liberty Bessie T2 : Sur la trace des Maylaros[22], 2020
3. Guerre froide en Ethiopie, 2023

### Albums isolés
- Le Maître du hasard, avec Jean-François Cellier (dessins), Soleil Productions, 2001[23].
- Une aventure de Fred et Léa, avec Pascal Somon (dessins), Jet Stream, 2003
- Les Implacables t. 1 : Bye Bye Prêcheur !, avec Alfredo Sommer (dessins), Nucléa, 2003[24].
- L'Échiquier de Madison, avec Alain Zibel (dessins), Emmanuel Proust éditions, 2004.
- Le Mystérieux docteur Tourmente, avec Alfredo Sommer (dessins), Emmanuel Proust éditions, 2005.
- Parabellum, avec Olivier Legrand (coscénariste) et Alain Paillou (dessins), Emmanuel Proust éditions, 2005.
- Adèle et Caïn, avec Alain Zibel (dessins), Emmanuel Proust éditions, 2005.
- L'Affaire Bassière, avec Jérémy Lambert (dessins), CG Orne, 2007.
- Le Capitaine Fracasse, avec Bruno Marivain (coscénariste) et Philippe Chanoinat (dessins), Éditions Adonis, 2008.
- Agaguk, avec Yvon Roy (dessins) et d'après le roman d'Yves Thériault, Éditions Adonis, collection Romans de toujours [25],[26], 2008. Réédition en 2011 dans la collection Les Indispensables de la littérature en BD chez Glénat.
- 199 Combats, avec Nicolas Brachet (dessins) et Maurice Papazian (coscénariste), Éditions Emmanuel Proust, 2008.
- Normandie June 44 Omaha Beach, pointe du Hoc, avec Alain Paillou, Éditions Vagabondages, 2008.
- Le Livre de la jungle, avec TieKo (dessins), Éditions Glénat coll. « Grafica », 2010.
- La Chenue avec Sébastien Corbet (dessins), Stéphane Heurteau (couleurs) et Didier Convard (préface), Vents d'Ouest[27], 2013.
- L'Enfant nu avec Didier Convard (scénario) et Sébastien Corbet (dessins et couleurs), Vagabondages, 2014.
- Mission spéciale, Némésis, avec Jan Varoujan Sirapian (co-scénariste et documentaliste), dessins de Paolo Cossi, éditions Sigest, 2014[1]
- Le Cœur de lion : Fréteval, avec Eriamel et Pierre Liger (scénario), Juliette Derenne et Bruno Marivain (dessin), Asso Bd, 2015.
- Meurtre au Mont-Saint-Michel, avec Marie Jaffredo (dessin), Glénat, Patrimoine, 2015[28],[29].
- Varto, avec Gorune Aprikian (co-scénariste), dessins de Stéphane Torossian, Steinkis, 2015[1],[2]
- Hector le boucher : Adieu veau, vache et cochon !, avec Alexis Chabert (dessin), Jungle, 2019[30].
- Une Histoire du génocide des Arméniens avec Gorune Aprikian et Kyungeun Park, éditions Petit à Petit, 2022